# Jordan Mustoe
Jordan David Mustoe (Birkenhead, 28 gennaio 1991) è un calciatore inglese, difensore svincolato.

## Carriera
Il 1º gennaio 2018 viene acquistato a titolo definitivo dalla squadra finlandese dello SJK.